# Saison 2019-2020 du Grenoble Foot 38
Maillots
Dernière mise à jour : 16 Mai.
Chronologie
Saison précédente Saison suivante
La saison 2019-2020 du Grenoble Foot 38 est la deuxième année de l'équipe première en championnat de France de football de Ligue 2 depuis son retour dans le monde professionnel. Après avoir rapidement acquis son maintien la saison précédente et avoir terminé à une honorable 9e place pour un promu, le club se retrouve donc engagé en Ligue 2, en Coupe de France et également en Coupe de la Ligue. L'équipe est entraînée pour la deuxième année consécutive par Philippe Hinschberger.

## Joueurs et encadrement technique

### Classement
| Rang | Équipe            | Pts | J  | G  | N  | P  | Bp | Bc | Diff |
| ---- | ----------------- | --- | -- | -- | -- | -- | -- | -- | ---- |
| 7    | Valenciennes FC   | 42  | 28 | 11 | 9  | 8  | 24 | 20 | +4   |
| 8    | EA Guingamp R     | 39  | 28 | 10 | 9  | 9  | 40 | 33 | +7   |
| 9    | Grenoble Foot 38  | 35  | 28 | 7  | 14 | 7  | 27 | 29 | −2   |
| 10   | FC Chambly Oise P | 35  | 28 | 9  | 8  | 11 | 26 | 32 | −6   |
| 11   | AJ Auxerre        | 34  | 28 | 8  | 10 | 10 | 31 | 30 | +1   |

## Statistiques

### Buteurs
|   | Buteur              | L2 | CDF | CDL | Total |
| - | ------------------- | -- | --- | --- | ----- |
| 1 | Moussa Djitté       | 7  | 0   | 0   | 7     |
| 2 | Jessy Benet         | 5  | 0   | 0   | 5     |
| 3 | Willy Semodo        | 3  | 1   | 0   | 4     |
| 4 | Arsène Elogo        | 2  | 0   | 0   | 2     |
| 4 | Terell Ondaan       | 2  | 0   | 0   | 2     |
| 4 | Eric Vandenabeele   | 2  | 0   | 0   | 2     |
| 7 | Charles Pickel      | 1  | 0   | 0   | 1     |
| 7 | Youssouf M'Changama | 1  | 0   | 0   | 1     |
| 7 | Jonathan Tinhan     | 1  | 0   | 0   | 1     |
| 7 | Yohan Brun          | 1  | 0   | 0   | 1     |
|   | 10 buteurs          | 25 | 1   | 0   | 26    |

### Passeurs
|   | Passeur            | L2 | CDF | CDL | Total |
| - | ------------------ | -- | --- | --- | ----- |
| 1 | Terell Ondaan      | 3  | 0   | 0   | 3     |
| 2 | Willy Semodo       | 2  | 0   | 0   | 2     |
| 2 | Jessy Benet        | 2  | 0   | 0   | 2     |
| 2 | Jonathan Tinhan    | 2  | 0   | 0   | 2     |
| 2 | Arsène Elogo       | 2  | 0   | 0   | 2     |
| 2 | Moussa Djitté      | 2  | 0   | 0   | 2     |
| 6 | Moussa Djitté      | 1  | 0   | 0   | 1     |
| 6 | Ibréhima Coulibaly | 1  | 0   | 0   | 1     |
| 6 | Florian Raspentino | 1  | 0   | 0   | 1     |
| 6 | Pierre Gibaud      | 1  | 0   | 0   | 1     |
| 6 | Loïc Nestor        | 1  | 0   | 0   | 1     |
| 6 | Yohan Brun         | 0  | 1   | 0   | 1     |
|   | 12 passeurs        | 18 | 1   | 0   | 19    |